# Cergy
Cergy és un municipi francès, situat al departament de Val-d'Oise i a la regió de l'Illa de França. L'any 1999 tenia 54.781 habitants.
Forma part del cantó de Cergy-1 i del de Cergy-2, del districte de Pontoise i de la Comunitat d'aglomeració de Cergy-Pontoise.